# Elets
Huyện Elets (tiếng Nga: ? райо́н) là một huyện hành chính tự quản (raion), của Tỉnh Lipetsk, Nga. Huyện có diện tích 52 km², dân số thời điểm ngày 1 tháng 1 năm 2000 là 119700 người. Trung tâm của huyện đóng ở Elets.